# Широковский сельсовет (Гомельская область)
Широковский сельсовет (белор. Шырокаўскі сельсавет; до 1966 г. — Липский) — административная единица на территории Буда-Кошелёвского района Гомельской области Белоруссии. Административный центр — агрогородок Широкое.

## Состав
После второго укрупнения БССР с 8 декабря 1926 года Липский сельсовет в составе Уваровичского района Гомельского округа БССР. Центр - деревня Липа. 30 декабря 1927 года Липский сельсовет укрупнён, в его состав вошла территория упразднённого Лугинитского сельсовета. После упразднения окружной системы 26 июля 1930 года в Уваровичском районе БССР. С 20 февраля 1938 года в составе Гомельской области. С 17 апреля 1962 года в составе Буда-Кошелёвского района. 8 декабря 1966 года центр сельсовета перенесён в посёлок Широкий, сельсовет переименован в Широковский. 
В состав Широковского сельсовета до 1998 года входили не существующие сейчас посёлки Соловьёвка, Новый Мир, Батрак, Чернятская Поляна, Андреевка.
В 2002 году в состав Широковского сельсовета включена территория упразднённого Заболотского сельсовета, в том числе населённые пункты — Заболотье, Кучинск, Никольск, Хорошевка.
Широковский сельсовет включает 13 населённых пунктов:
- Александровка — посёлок
- Берёзовая Роща — посёлок
- Ерополье — посёлок
- Заболотье — деревня
- Колос — посёлок
- Коминтерн — посёлок
- Красногорск — посёлок
- Кучинск — посёлок
- Михалёвка — деревня
- Чароты — посёлок
- Чернятин — посёлок
- Черняцкая Поляна — посёлок
- Широкое — агрогородок

Упразднённые населённые пункты:
- Андреевка — деревня
- Колатин — посёлок
- Никольск — посёлок
- Новая Гута — посёлок
- Новый Свет — посёлок
- Присенщино — посёлок
- Хорошевка — деревня